# Ia Jlơi
Ia Jlơi là một xã thuộc huyện Ea Súp, tỉnh Đắk Lắk, Việt Nam.
Xã có diện tích 273,2 km², dân số năm 2006 là 5789 người, mật độ dân số đạt 21 người/km².